# Euryte longiseta
Euryte longiseta – gatunek widłonoga z rodziny Euryteidae. Nazwa naukowa gatunku została po raz pierwszy opublikowana w 1925 przez włoskiego hydrobiologa Remo Grandoriego (1885–1955).